# Bogács
Bogács è un comune dell'Ungheria di 2 076 abitanti (dati 2001) . È situato nella contea di Borsod-Abaúj-Zemplén.